# 6e cérémonie des Screen Actors Guild Awards
La 6e cérémonie des Screen Actors Guild Awards, décernés par la Screen Actors Guild, a eu lieu le 12 mars 2000, et a récompensé les acteurs et actrices du cinéma et de la télévision ayant tourné en 1999.

## Palmarès et nominations

### Cinéma

#### Meilleur acteur dans un premier rôle
- Kevin Spacey pour le rôle de Lester Burnham dans American Beauty
  - Russell Crowe pour le rôle de Jeffrey Wigand dans Révélations (The Insider)
  - Denzel Washington pour les rôles de Rubin Carter dans Hurricane Carter (The Hurricane)
  - Jim Carrey pour le rôle d'Andy Kaufman dans Man on the Moon
  - Philip Seymour Hoffman pour le rôle de Walt Koontz dans Personne n'est parfait(e) (Flawless)

#### Meilleure actrice dans un premier rôle
- Annette Bening pour le rôle de Carolyn Burnham dans American Beauty
  - Janet McTeer pour le rôle de Mary Jo Walker dans Libres comme le vent (Tumbleweeds)
  - Julianne Moore pour le rôle de Sarah Miles dans La Fin d'une liaison (The End of the Affair)
  - Meryl Streep pour le rôle de Roberta Guaspari dans La Musique de mon cœur (Music of the Heart)
  - Hilary Swank pour le rôle de Brandon Teena dans Boys Don't Cry

#### Meilleur acteur dans un second rôle
- Michael Caine pour le rôle de Wilbur Larch dans L'Œuvre de Dieu, la part du Diable (The Cider House Rules)
  - Chris Cooper pour le rôle de Frank Fitts dans American Beauty
  - Tom Cruise pour le rôle de Frank "T.J." Mackey dans Magnolia
  - Michael Clarke Duncan pour le rôle de John Coffey dans La Ligne verte (The Green Mile)
  - Haley Joel Osment pour le rôle de Cole Sear dans Sixième Sens (The Sixth Sense)

#### Meilleure actrice dans un second rôle
- Angelina Jolie pour le rôle de Lisa Rowe dans Une vie volée (Girl, Interrupted)
  - Cameron Diaz pour le rôle de Lotte Schwartz dans Dans la peau de John Malkovich (Being John Malkovich)
  - Catherine Keener pour le rôle de Maxine Lund dans Dans la peau de John Malkovich (Being John Malkovich)
  - Julianne Moore pour le rôle de Linda Partridge dans Magnolia
  - Chloë Sevigny pour le rôle de Lana Tisdel dans Boys Don't Cry

#### Meilleure distribution
- American Beauty
  - Dans la peau de John Malkovich (Being John Malkovich)
  - L'Œuvre de Dieu, la part du Diable (The Cider House Rules)
  - La Ligne verte (The Green Mile)
  - Magnolia

### Télévision
Note : le symbole « ♕ » rappelle le gagnant de l'année précédente (si nomination).

#### Meilleur acteur dans une série dramatique
- James Gandolfini pour le rôle de Tony Soprano dans Les Soprano (The Sopranos)
  - David Duchovny pour le rôle de Fox Mulder dans X-Files : Aux frontières du réel (The X-Files)
  - Dennis Franz pour le rôle d'Andy Sipowicz dans New York Police Blues (NYPD Blue)
  - Martin Sheen pour le rôle de Jed Bartlet dans À la Maison-Blanche (The West Wing)
  - Jimmy Smits pour le rôle de Bobby Simone dans New York Police Blues (NYPD Blue)

#### Meilleure actrice dans une série dramatique
- Edie Falco pour le rôle de Carmela Soprano dans Les Soprano (The Sopranos)
  - Lorraine Bracco pour le rôle du Dr Jennifer Melfi dans Les Soprano (The Sopranos)
  - Gillian Anderson pour le rôle de Dana Scully dans X-Files : Aux frontières du réel (The X-Files)
  - Nancy Marchand pour le rôle de Livia Soprano dans Les Soprano (The Sopranos)
  - Annie Potts pour le rôle de Mary Elizabeth Sims dans Any Day Now

#### Meilleure distribution pour une série dramatique
- Les Soprano (The Sopranos)
  - Urgences (ER) ♕
  - New York, police judiciaire (Law & Order)
  - New York Police Blues (NYPD Blue)
  - The Practice : Bobby Donnell et Associés (The Practice)

#### Meilleur acteur dans une série comique
- Michael J. Fox pour le rôle de Mike Flaherty dans Spin City ♕
  - Ray Romano pour le rôle de Ray Barone dans Tout le monde aime Raymond (Everybody Loves Raymond)
  - Kelsey Grammer pour le rôle de Frasier Crane dans Frasier
  - David Hyde Pierce pour le rôle de Niles Crane dans Frasier
  - Peter MacNicol pour le rôle de John Cage dans Ally McBeal

#### Meilleure actrice dans une série comique
- Lisa Kudrow pour le rôle de Phoebe Buffay dans Friends
  - Calista Flockhart pour le rôle d'Ally McBeal dans Ally McBeal
  - Lucy Liu pour le rôle de Ling Woo dans Ally McBeal
  - Sarah Jessica Parker pour le rôle de Carrie Bradshaw dans Sex and the City
  - Tracey Ullman pour le rôle de plusieurs personnages dans Tracey Takes On... ♕

#### Meilleure distribution pour une série comique
- Frasier
  - Ally McBeal ♕
  - Tout le monde aime Raymond (Everybody Loves Raymond)
  - Friends
  - Sports Night

#### Meilleur acteur dans un téléfilm ou dans une minisérie
- Jack Lemmon pour le rôle de Morrie Schwartz dans Morrie : Une leçon de vie (Tuesdays with Morrie)
  - Hank Azaria pour le rôle de Mitch Albom dans Morrie : Une leçon de vie (Tuesdays with Morrie)
  - Peter Fonda pour le rôle de Frank dans The Passion of Ayn Rand
  - George C. Scott pour le rôle de Matthew Harrison Brady dans Inherit the Wind (en) (à titre posthume)
  - Patrick Stewart pour le rôle d'Ebenezer Scrooge dans La Nuit des fantômes (A Christmas Carol)

#### Meilleure actrice dans un téléfilm ou dans une minisérie
- Halle Berry pour le rôle de Dorothy Dandridge dans Introducing Dorothy Dandridge
  - Kathy Bates pour le rôle d'Agatha Hannigan dans Annie
  - Judy Davis pour le rôle de Paula dans Destins de femmes (A Cooler Climate)
  - Sally Field pour le rôle d'Iris dans Destins de femmes (A Cooler Climate)
  - Helen Mirren pour le rôle d'Ayn Rand dans The Passion of Ayn Rand

### Screen Actors Guild Life Achievement Award
- Sidney Poitier

## Récompenses et nominations multiples

### Nominations multiples

#### Cinéma
4 : American Beauty
3 : Magnolia, Dans la peau de John Malkovich
2 : Boys Don't Cry, La Ligne verte, L'Œuvre de Dieu, la part du Diable

#### Télévision
5 : Les Soprano
4 : Ally McBeal
3 : New York Police Blues, Frasier
2 : X-Files : Aux frontières du réel, Tout le monde aime Raymond, Friends, Destins de femmes, The Passion of Ayn Rand, Morrie : Une leçon de vie

### Récompenses multiples

#### Cinéma
3/4 : American Beauty

#### Télévision
3/5 : Les Soprano